# Andreas Brehme
Andreas „Andi“ Brehme (* 9. November 1960 in Hamburg; † 20. Februar 2024 in München) war ein deutscher Fußballspieler und -trainer. Sein größter Erfolg war der Gewinn der Weltmeisterschaft 1990, bei der er im Finale per Elfmeter den 1:0-Siegtreffer erzielte.

## Karriere als Spieler

### Vereine
Brehme begann seine Laufbahn im Alter von fünf Jahren beim Hamburger Verein HSV Barmbek-Uhlenhorst, in Halbzeiten hatte er als Kind bei Ligaspielen des Vereins Auftritte als Ballkünstler. Sein Vater Bernd Brehme förderte ihn, mit 17 Jahren spielte er unter ihm als Trainer auf der Liberoposition in Barmbek-Uhlenhorsts Oberliga-Mannschaft. Brehme durchlief eine Lehre zum Maschinenschlosser. Er bestritt ein Probetraining beim Hamburger SV, ein Wechsel kam jedoch nicht zustande, Werder Bremen beobachtete ihn mehrmals. 1980 ging er gemeinsam mit seinem Mannschaftskollegen Sigmund Malek zum Zweitligisten 1. FC Saarbrücken, nachdem sich Gespräche mit dem HSV hingezogen hatten. Vermittelt wurde der Wechsel nach Saarbrücken von Felix Magath, ehemaliger Spieler des 1. FC Saarbrücken und damals beim HSV.
1981 wechselte Brehme zum 1. FC Kaiserslautern in die Fußball-Bundesliga. Dank Vielseitigkeit, Beidfüßigkeit und guter Technik setzte er sich trotz fehlender Schnelligkeit beim Bundesligisten durch und wurde Leistungsträger. 1985 legte der Hamburger SV dem 1. FC Kaiserslautern ein Angebot für Brehme vor, der angab, zur Saison 1985/86 zum HSV wechseln und damit in seine Heimatstadt zurückkehren zu wollen. Der Wechsel wurde nicht vollzogen, auch später in seiner Laufbahn spielte Brehme nie für den Hamburger SV, obwohl Brehme 1985 mit Bezug auf den Verein mit den Worten wiedergegeben wurde: „Schließlich komme ich aus Hamburg, und es wäre das größte, wenn ich einmal in dieser Mannschaft spielen würde.“
Im Sommer 1986 wechselte Brehme zum FC Bayern München. Die Ablösesumme in Höhe von 2 Millionen DM war die bis dahin zweithöchste Summe für einen deutschen Spielertransfer innerhalb der Bundesliga. 1988 folgte der Wechsel zu Inter Mailand. Dort wurde er 1989 italienischer Meister und war Mannschaftskamerad seiner Landsleute Lothar Matthäus und Jürgen Klinsmann; Trainer war Giovanni Trapattoni. 1992 erhielt Brehme von Real Saragossa einen Dreijahresvertrag, doch bereits im Frühling 1993 schied er nach einem Streit mit Trainer Víctor Fernández aus der Mannschaft. Brehme ging zur Saison 1993/94 nach Kaiserslautern zurück. Nach dem Ende der Saison 1995/96 wollte Brehme seine Laufbahn als Leistungssportler beenden, entschied sich aber um, als ihn am letzten Spieltag der Saison mit Kaiserslautern der Bundesliga-Abstieg ereilte. Als Kapitän und Stammspieler führte er die Mannschaft zum direkten Wiederaufstieg. Zum sensationellen Gewinn der Meisterschaft in der folgenden Saison 1997/98 steuerte er noch fünf Einsätze (jeweils über 90 Minuten) bei. Nach dieser Spielzeit beendete er seine Karriere als aktiver Fußballer.

### Nationalmannschaft
Seinen Einstand in der A-Nationalmannschaft gab er im Februar 1984 unter Jupp Derwall in Warna gegen Bulgarien. Brehme spielte von 1984 bis 1994 in 86 Länderspielen und erzielte dabei acht Treffer. Fünf davon schoss er bei Welt- (4) und Europameisterschaften (1), darunter drei bei WM-Halbfinal- und Finalspielen. Brehme nahm an den Weltmeisterschaften 1986, 1990 und 1994 teil. Der Höhepunkt seiner Laufbahn war der Gewinn der Fußball-Weltmeisterschaft 1990, bei der er im Finale gegen Argentinien mit seinem Elfmetertor fünf Minuten vor Ende des Spiels den entscheidenden Treffer erzielte. Damit ist er der einzige Spieler, der ein WM-Finale durch einen Strafstoß in der regulären Spielzeit entschieden hat. Brehme trat zu dem Elfmeter an, da Stammschütze Lothar Matthäus in der Halbzeit seine Schuhe gewechselt hatte und sich deshalb nicht sicher fühlte. Bei der Europameisterschaft 1992 war Brehme Kapitän der deutschen Mannschaft. Ihm wurde dieses Amt übertragen, nachdem sich Rudi Völler im ersten Turnierspiel der Deutschen den Arm gebrochen hatte. Nach der EM spielte er vorerst nicht mehr für die Nationalmannschaft, ohne aber zurückzutreten. Im November 1993 holte ihn Bundestrainer Berti Vogts in die DFB-Auswahl zurück und setzte ihn nach 17-monatiger Länderspielpause im Freundschaftsspiel gegen Brasilien ein. Bei der WM 1994 kam er nochmals in allen Spielen bis zum Ausscheiden zum Einsatz. Nach dem Turnier trat er aus der Nationalmannschaft zurück.
Seine besondere Stärke war seine Beidfüßigkeit. Er schoss beispielsweise 1986 bei der WM im Viertelfinale gegen Mexiko seinen Elfmeter mit links und verwandelte den Elfmeter im WM-Finale 1990 in Rom mit seinem rechten Fuß flach ins linke Eck.

## Karriere als Trainer
Im Juni 1999 erwarb er an der Sportschule Hennef in einem Sonderlehrgang für besonders verdiente Nationalspieler die A-Trainerlizenz (Teilnehmerliste: Doris Fitschen, Bettina Wiegmann, Krassimir Balakow, Andreas Brehme, Guido Buchwald, Dieter Eilts, Bernd Hölzenbein, Eike Immel, Manfred Kaltz, Jürgen Klinsmann, Andreas Köpke, Jürgen Kohler, Stefan Kuntz, Pierre Littbarski, Joachim Löw, René Müller, Stefan Reuter, Matthias Sammer und Andreas Zachhuber).
Vom 6. Oktober 2000 bis zum 25. August 2002 war Brehme Teammanager beim Bundesligisten 1. FC Kaiserslautern. Es wurde eine Amtszeit mit Licht und Schatten: So erreichte er in seiner ersten Saison das UEFA-Cup-Halbfinale, und in der zweiten Saison egalisierte die Mannschaft den Start-Rekord des FC Bayern München (aus der Saison 1995/96) von sieben Siegen in Folge. Gleichzeitig verpasste er jedoch zweimal in Folge die Qualifikation für den internationalen Wettbewerb, und nach drei sieglosen Spielen und schwachen Leistungen zum Saisonbeginn 2002/03 wurde er schließlich entlassen. In der Saison 2004/05 trainierte er den Zweitligisten SpVgg Unterhaching. Dort trat er am 11. April 2005 zurück.
Beim VfB Stuttgart begann Brehme am 24. Juni 2005, als Co-Trainer unter Giovanni Trapattoni zu arbeiten. Aufgrund eines schlechten Rückrundenstartes wurde er mit dem gesamten Trainerstab am 9. Februar 2006 von seinen Aufgaben freigestellt.

## Nach der Karriere
Brehme war für den DFB als Botschafter tätig und leitete die Aktion 1000 Mini-Spielfelder für Kinder und Jugendliche. Beruflich wurde er als Anteilseigner eines Unternehmens tätig, das Rasenplätze aus Natur- und Kunstrasen vertreibt, übernahm ebenfalls Beteiligungen an einem Sicherheitsdienst, einer Spielerberatungsagentur sowie einem Unternehmen, das Vorbereitungen auf medizinisch-psychologische Untersuchungen anbietet. Er betätigte sich als Fußballexperte bei Fernsehübertragungen und als Zeitungskolumnist. Im Februar 2017 wurde er Berater des serbischen Vereins Vojvodina Novi Sad.

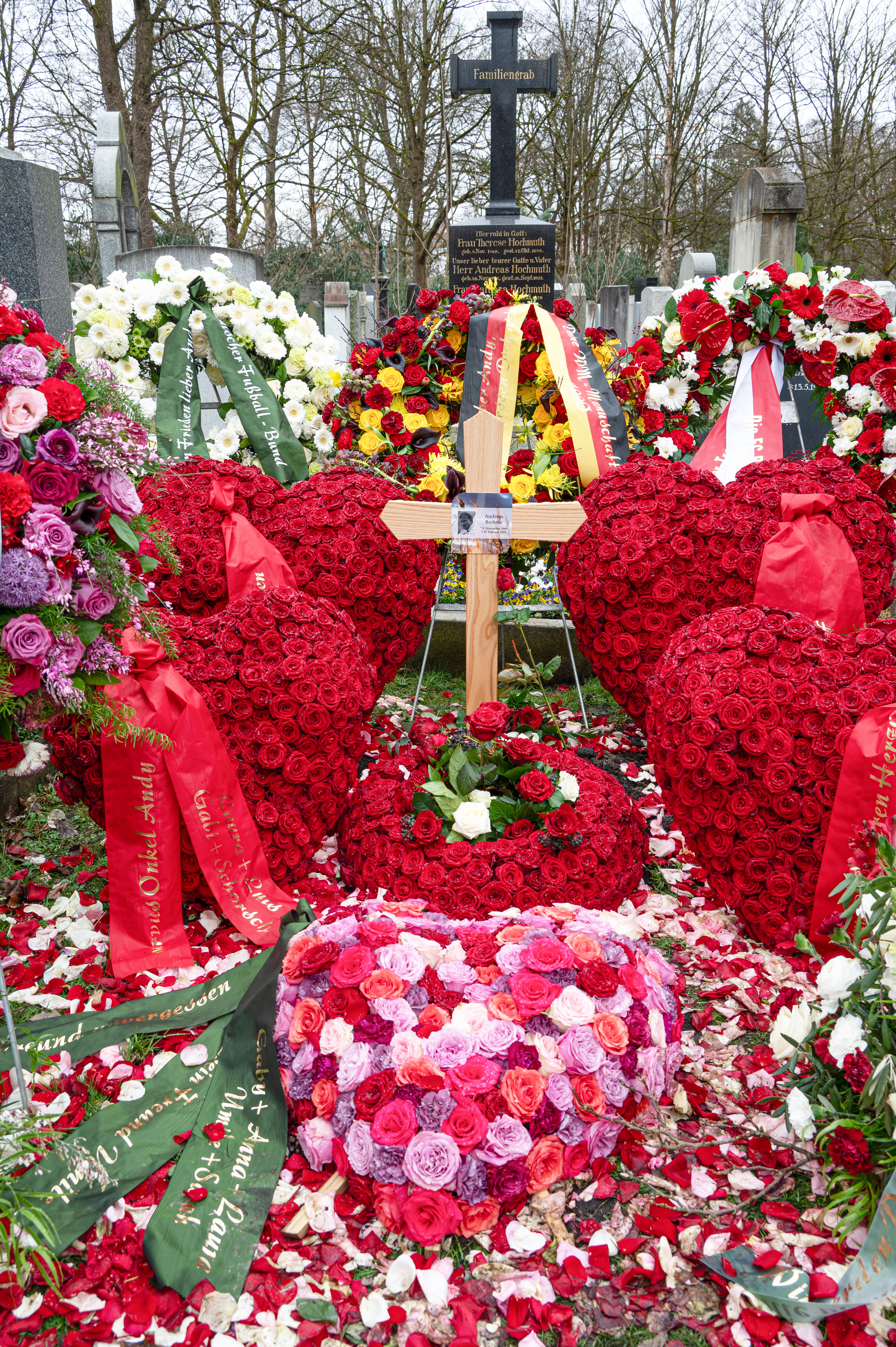
Grab von Andreas Brehme

Brehme lebte zuletzt in Italien und in München, wo er in der Nacht vom 19. auf den 20. Februar 2024 im Alter von 63 Jahren nach einem Herzstillstand starb. Am 12. März 2024 wurde er auf dem Münchner Ostfriedhof (58-7-5) beigesetzt. Aus seiner Ehe mit der spanischen Stewardess Pilar Martínez (⚭ 1987, Trennung 2010) hinterließ er zwei Söhne (* 1987/88, * 1994/95).

## Deutsches Fußballmuseum
Das Trikot, welches Brehme während des WM-Finales 1990 trug, wurde im Oktober 2024 nach Deutschland zurückgeführt und wird im Deutschen Fußballmuseum in Dortmund ausgestellt.

## Titel und Auszeichnungen

### Nationalmannschaft
- Weltmeister: 1990

### Vereine
International
- UEFA-Cup-Sieger: 1991 (Inter Mailand)

Deutschland
- Meister (2): 1987 (FC Bayern München), 1998 (1. FC Kaiserslautern)
- Pokalsieger: 1996 (1. FC Kaiserslautern)
- Supercupsieger: 1987 (FC Bayern München)
- Zweitligameister und Aufstieg in die Bundesliga: 1997 (1. FC Kaiserslautern)

Italien
- Meister: 1989 (Inter Mailand)
- Supercupsieger: 1989 (Inter Mailand)

### Auszeichnungen
- Italiens Fußballer des Jahres 1989
- All-Star-Team der Weltmeisterschaft 1990
- All-Star-Team der Europameisterschaft 1984, 1992
- Einstufung als Weltklasse in der Rangliste des deutschen Fußballs: Sommer 1990
- Inter-Spieler des Jahres: 1989
- Träger des Silbernen Lorbeerblattes
- 1998: Verdienstorden des Landes Rheinland-Pfalz
- 2018: Aufnahme in die erste Elf der „Hall of Fame des deutschen Fußballs“ des Deutschen Fußballmuseums.[34]